# 佐々木倫子
佐々木 倫子（ささき のりこ、1959年10月7日 - ）は、日本の漫画家。北海道旭川市出身、札幌市在住。女性。血液型はAB型。
北海道旭川東高等学校、北海道教育大学教育学部旭川校卒業。1980年『花とゆめ夏の増刊号』（白泉社）掲載の「エプロン・コンプレックス」でデビューした。当初のペンネームは「佐々木規子」で、『ペパミント・スパイ』（花とゆめ1982年9月増刊号掲載）から現在の本名の表記に変更された。
主に白泉社の『花とゆめ』系列誌を中心に活動していたが、『動物のお医者さん』を最後に白泉社から小学館に活動の場を移し、『おたんこナース』以降は小学館の青年誌をメインに活動している。

## 作品リスト
（括弧内は雑誌掲載年）

### シリーズ物・長編作品
- 漫研カデューシャスのシリーズ
  - コミック・フェスティバル（1980年、花とゆめ）（単行本「林檎でダイエット」に収録）
  - 降誕祭ミステリー（1982年、花とゆめ）（単行本「林檎でダイエット」に収録）
- 忘却シリーズ（1983年 - 1987年、花とゆめ、花とゆめ増刊号、白泉社、全3巻「食卓の魔術師」「家族の肖像」「代名詞の迷宮」）
- ペパミント・スパイ（1982年 - 1988年、花とゆめ増刊号、花ゆめEPO、白泉社、全2巻）
- 美人姉妹シリーズ（1986年 - 1987年、花とゆめ、花ゆめEPO、白泉社、全1巻「林檎でダイエット」）
- 社交ダンス漫画のシリーズ
  - 夜霧のブルース（1987年、花とゆめ） ※単行本未収録
  - タンゴウォーク（1987年、花とゆめ） ※単行本未収録
- 動物のお医者さん（1988年 - 1993年、花とゆめ、白泉社、全12巻、文庫版全8巻）
- おたんこナース（原案・取材：小林光恵、1995年 - 1998年、ビッグコミックスピリッツ、小学館、全6巻）
- Heaven?（1999年 - 2003年、ビッグコミックスピリッツ、小学館、全6巻、文庫版全4巻）
- 月館の殺人（原作：綾辻行人、2005年 - 2006年、月刊IKKI、小学館、上下巻）
- チャンネルはそのまま!（2008年 - 2013年、ビッグコミックスピリッツ、小学館、全6巻）

### 短編作品
- エプロン・コンプレックス（1980年、花とゆめ）（単行本「食卓の魔術師」に収録）
- 平手打ちのラプソディー（1981年、花とゆめ） ※単行本未収録
- ごきげんいかが 秋のテーマ（1981年、別冊花とゆめ） ※単行本未収録
- 風の上 空の下（1983年、別冊花とゆめ）（単行本「代名詞の迷宮」に収録）
- プラネタリウム通信（1983年、花ゆめEX）（単行本「食卓の魔術師」に収録）
- バレリーナ（1984年、花ゆめEX）（単行本「家族の肖像」に収録）
- カルケット恐怖症（1984年、花ゆめEX）（単行本「家族の肖像」に収録）
- デパートガール（1986年、花とゆめ） ※単行本未収録
- 貴族の館（1987年）（幽霊コミックアンソロジー「眠れぬ夜に」に収録）

### エッセイまんが等
- 引越ししました（1991年1月10日 WINTER 創刊号、花曜日) ※単行本未収録
- 札幌通信（1996年7月(創刊号)-1996年12月号 、PUTAO） ※単行本未収録